# Rio Suata
O Rio Suata é um rio sul-americano que banha a Venezuela.